# Ib Ivan Larsen
 Ikke at forveksle med Ib Storm Larsen.
Ib Ivan Larsen (født 1. april 1945 i Kongens Lyngby) er en dansk tidligere roer.
Larsen vandt (sammen med den fire år ældre Peter Christiansen fra Frederiksberg) bronze i toer uden styrmand ved OL 1968 i Mexico City efter en finale, hvor den østtyske båd, roet af Jörg Lucke og Heinz-Jürgen Bothe, fik guld, mens amerikanerne Larry Hough og Philip Johnson fik sølv.
Larsen vandt EM-bronze i toer uden styrmand ved EM 1969, igen som makker til Peter Christiansen.

## OL-medaljer
- 1968:  Bronze i toer uden styrmand